# 팔렌시아도
팔렌시아도(스페인어: Palencia)는 스페인 북부에 위치한 카스티야이레온주의 도로, 도청 소재지는 팔렌시아이다. 팔렌시아도는 레온도와 칸타브리아주, 부르고스도, 바야돌리드도와 경계를 맞대고 있으며 인구는 176,125명(2002년 기준), 면적은 8,052km2이다. 팔렌시아도는 191개의 자치체로 구성되어 있다.